# 1952年オスロオリンピックのイタリア選手団
1952年オスロオリンピックのイタリア選手団（1952ねんオスロオリンピックのイタリアせんしゅだん）は、1952年2月14日から2月25日までノルウェーのオスロで開催された1952年オスロオリンピックのイタリア選手団、およびその競技結果。

## 概要
今大会は金メダル1個、銅メダル1個の合計2個のメダルを獲得した。
アルペンスキー男子滑降で、ツェノ・コロがオリンピックのアルペンスキー競技でイタリア勢初となる金メダルを獲得した。

## メダル
| メダル | 選手名                   | 競技           | 種目     |
| ------ | ------------------------ | -------------- | -------- |
| 金     | ツェノ・コロ             | アルペンスキー | 男子滑降 |
| 銅     | ジュリアーナ・ミヌッツォ | アルペンスキー | 女子滑降 |